# Viola grahamii
Viola grahamii Benth. – gatunek roślin z rodziny fiołkowatych (Violaceae). Występuje naturalnie w Meksyku i Gwatemali. 

## Morfologia
PokrójBylina dorastająca do 13 cm wysokości, tworzy kłącza.
LiścieBlaszka liściowa ma owalny lub podługowato eliptyczny kształt. Mierzy 2,4–6,8 cm długości oraz 1,6–5,7 cm szerokości, jest karbowana na brzegu, ma sercowatą nasadę i ostry wierzchołek. Ogonek liściowy jest nagi. Przylistki są lancetowate i osiągają 10 mm długości.
KwiatyPojedyncze, wyrastające z kątów pędów. Mają działki kielicha o lancetowatym kształcie i dorastające do 6–8 mm długości. Płatki są odwrotnie jajowate, mają białą barwę oraz 4–8 mm długości, dolny płatek jest odwrotnie jajowaty, posiada obłą ostrogę.
OwoceTorebki mierzące 8-12 mm długości, o jajowatym kształcie.